# CORINE land cover
CORINE land cover – jeden z działów tematycznych systemu CORINE obejmujący gromadzenie informacji dotyczących form pokrycia terenu. Głównym źródłem informacji są zdjęcia satelitarne, pochodzące z satelity Landsat 7 dokonującego zdjęć z rozdzielczością 30 metrów a później IRS oraz Spot 4. Zdjęcia interpretowane są za pomocą zdjęć lotniczych oraz mapy topograficznej.
Zobacz też:
- CORINE biotopes
- CORINAIR